# Masia Aguilar
La Masia Aguilar és una masia situada al municipi de la Sentiu de Sió, a la comarca catalana de la Noguera, a 278 metres d'altitud.